# Bella i Sebastian 2
Bella i Sebastian 2 – francuski dramat przygodowy z 2015 roku w reżyserii Christiana Duguaya. Film jest kontynuacją filmu Bella i Sebastian z 2013 roku.

## Opis fabuły
Akcja filmu rozgrywa się we wrześniu 1945 roku. Dziesięcioletni Sebastian wraz ze swym psem Bellą wędruje przez góry w poszukiwaniu swej ciotki Angeliny. Podczas tej pełnej niebezpieczeństw wędrówki napotyka nowe twarze i dzikie zwierzęta. Poznaje również swego ojca i nową przyjaciółkę.

## Obsada
- Félix Bossuet – Sebastian
- Tchéky Karyo – César
- Margaux Chatelier(inne języki) – Angélina
- Thierry Neuvic – Pierre
- Thylane Blondeau – Gabrielle
- Urbain Cancelier(inne języki) – Le maire

i inni